# Глухий Тік
Глухий Тік (біл. вёска Глухі Ток) — село в складі Березинського району Мінської області, Білорусь. Село підпорядковане Березинській сільській раді, розташоване в східній частині області.